# Dragon (rumskib)
 For alternative betydninger, se Dragon (flertydig). (Se også artikler, som begynder med Dragon)
Dragon er et delvist genbrugeligt rumfartøj, der er blevet udviklet af SpaceX, et amerikansk privat rumfartsselskab, med base i Hawthorne, Californien. Den 25 maj 2012 blev Dragon det første kommercielle rumfartøj, for hvilket det lykkedes at koble til Den Internationale Rumstation (ISS).
| Luftfart | Spire Denne artikel om flyvning er en spire som bør udbygges. Du er velkommen til at hjælpe Wikipedia ved at udvide den. |